# Jevington
Jevington – wieś w Anglii, w East Sussex. W 1961 roku civil parish liczyła 188 mieszkańców. Jevington jest wspomniana w Domesday Book (1086) jako Lov(r)ingetone.